# ぽにきゃんBOOKS
ぽにきゃんBOOKS（ぽにきゃんブックス）は、ポニーキャニオンが刊行する書籍レーベル。2013年4月創刊。

## 概要
2013年4月から、ポニーキャニオンは出版事業に進出し、アニメファンブックや声優写真集を「ぽにきゃんBOOKS」として刊行してきたが、同年12月3日からはライトノベルも創刊した。
2020年2月に『日本国召喚』6巻を発売したのを最後に新刊の刊行がなく、事実上レーベルとしては活動を終了している。

## ライトノベル
文庫レーベルと単行本レーベルが存在した。
映像化・アニメ化を意識した作品作りを前提にしている。映像メーカーとしてアニメーションに関わってきたポニーキャニオンは、その今までの経験を生かし、映像化=アウトプットから逆算する形で企画をしていった。
また、脚本家やアニメーター、作詞家などアニメに関わるスタッフから幅広く作家陣やイラストレーターとして声を掛け、アニメクリエーターとのコラボレーションを行った。
創刊時も一部作品でStudio五組、サテライト、パッショーネなどのアニメ制作会社の協力の元、作品を制作した。
話題や人気のある作品はドラマCDやコミカライズ、アニメ化、映像化など、ポニーキャニオンオリジナルコンテンツとして積極的にメディアミックスを行うとした。

## アニメ化作品
| 作品                     | 放送年 | アニメーション制作 |
| ------------------------ | ------ | ------------------ |
| ランス・アンド・マスクス | 2015年 | Studio五組         |